# Croells (Campome)
Croells fou un poble desaparegut de la comuna de Campome, a la comarca del Conflent, de la Catalunya del Nord.
El poble era en el sector més oriental de la zona central del terme de Campome, a la dreta de la Castellana, aigües avall del Castell de Paracolls.
Hom ha indicat que etimològicament, el nom podria provenir de "creu" (creus de terme, potser? un encreuament de camins?). Al llarg dels tems, el topònim ha tingut diverses formes: villare Crosello, Croells al fogatge del 1515 que hi indicava dos focs (cases o famílies). Amb el nom de Cruells i com a nucli de població de la baronia de Molig és citat el 1591 a la "Reducció de mesures, pesos i mides" de la Vegueria del Conflent. A la cartografia actual, hi ha els topònims "Croells" i "Cortals de Croells". El primer pertany al municipi de Molig i és a la banda esquerra de la Castellana. L'altre, just a l'altra banda del riu, és en territori de Campome i s'hi alcen diverses construccions.